# Bougado (São Martinho e Santiago)
Bougado (São Martinho e Santiago) (oficialmente: União das Freguesias de Bougado (São Martinho e Santiago)) é uma freguesia portuguesa do município da Trofa, com 27,48 km² de área e 21 374 habitantes (censo de 2021). A sua densidade populacional é 777,8 hab./km².

## História
Foi constituída em 2013, no âmbito de uma reforma administrativa nacional, pela agregação das antigas freguesias de São Martinho de Bougado e Santiago de Bougado.

## Demografia
A população registada nos censos foi:
| Distribuição da População por Grupos Etários | Distribuição da População por Grupos Etários | Distribuição da População por Grupos Etários | Distribuição da População por Grupos Etários | Distribuição da População por Grupos Etários | Distribuição da População por Grupos Etários |
| -------------------------------------------- | -------------------------------------------- | -------------------------------------------- | -------------------------------------------- | -------------------------------------------- | -------------------------------------------- |
| Antes da agregação                           |                                              |                                              |                                              |                                              |                                              |
| Ano                                          | 0-14 anos                                    | 15-24 anos                                   | 25-64 anos                                   | >= 65 anos                                   | Total                                        |
| 2001                                         | 3982                                         | 3227                                         | 11511                                        | 1972                                         | 20692                                        |
| 2011                                         | 3268                                         | 2858                                         | 12601                                        | 2885                                         | 21612                                        |
| Após a agregação                             |                                              |                                              |                                              |                                              |                                              |
| Ano                                          | 0-14 anos                                    | 15-24 anos                                   | 25-64 anos                                   | >= 65 anos                                   | Total                                        |
| 2021                                         | 2601                                         | 2346                                         | 12150                                        | 4277                                         | 21374                                        |